# Limburgse Peel
Limburgse Peel (vroegere namen onder andere: Gran Dorado Park Loohorst, Center Parcs Park Loohorst, Sunparks Limburgse Peel) is een Nederlands bungalowpark dat eigendom is van Center Parcs. In 2018 stonden er 475 huisjes. Het park is gelegen in de Limburgse plaats America. Het Meerdal, een ander park van Center Parcs, ligt recht tegenover dit park. 

## Geschiedenis

### Van de opening tot 2002
Vakantiepark Limburgse Peel werd in 1980 onder de naam Park Loohorst geopend door Vendorado, een onderdeel van Vroom en Dreesmann. De plaats van vestiging was gewaagd: Loohorst kwam te liggen achter Het Meerdal, een park van Center Parcs, de grootste concurrent van Vendorado dat later Gran Dorado zou gaan heten.
De bungalows op het park zijn opmerkelijk in de zin dat ze veel lijken op die van Center Parcs. Dat was één kenmerk van het park. Andere kenmerken waren het winkelcentrum Park Plaza en het subtropisch zwembad dat ook een golfslagbad omvatte.
In 2002 werd bekend dat Pierre & Vacances, de eigenaar van Gran Dorado, Center Parcs wilde overnemen en met Gran Dorado samenvoegen. De Nederlandse Mededingingsautoriteit ging hier echter niet mee akkoord. Gran Dorado verkocht daarom 33 kleinere bungalowparken aan concurrent Landal Greenparks. Vijf parken, waaronder Park Loohorst, werden behouden en gingen verder onder de merknaam Center Parcs.

### Van 2003 tot heden

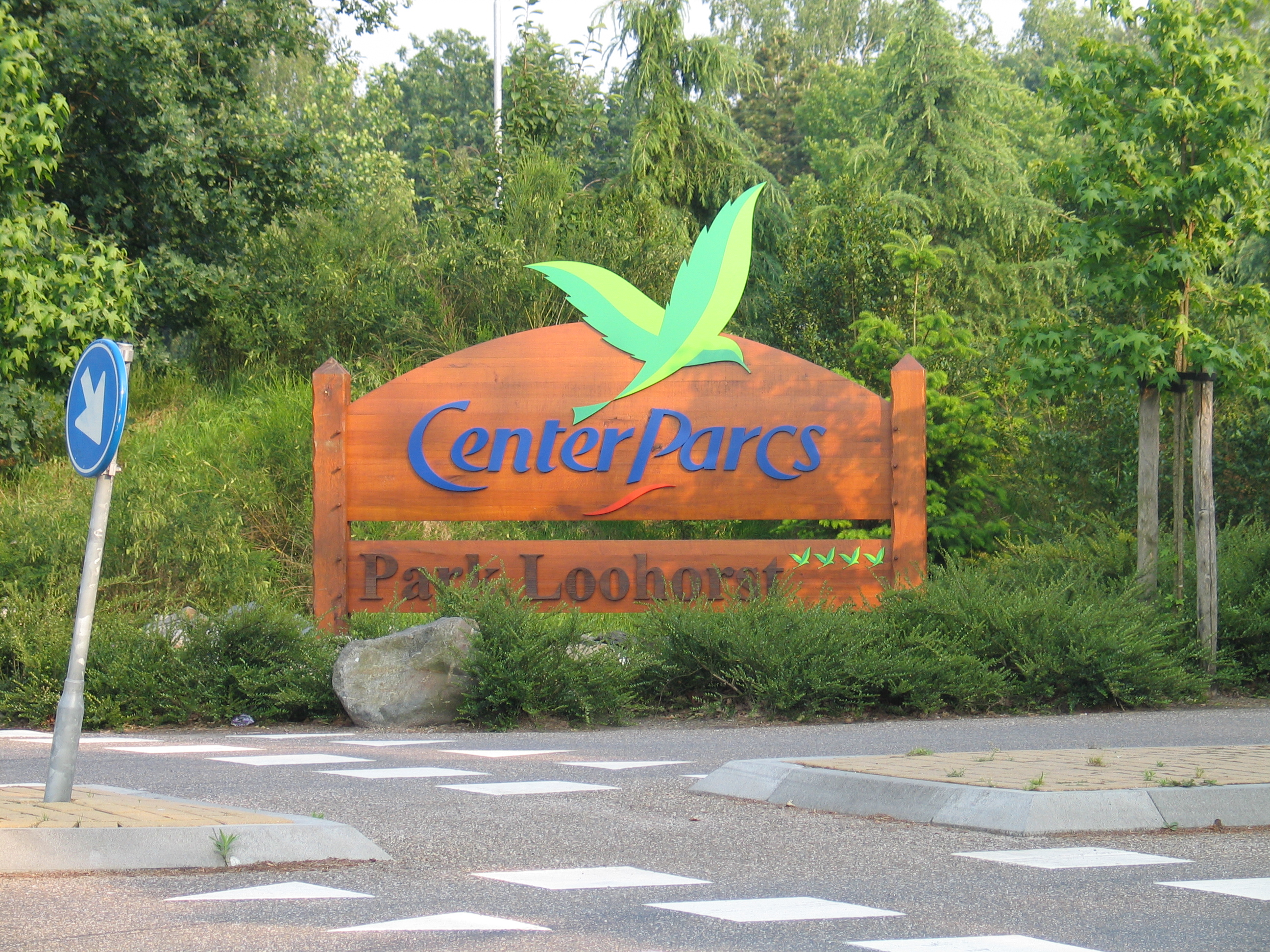
Bord Park Loohorst in 2008, voor de overname van Sunparks van Pierre & Vacances

Park Loohorst werd in 2003 een bungalowpark van Center Parcs. Kort na de overname werd het zwembad van het park verbouwd. De baden werden vernieuwd en er werd een nieuw kinderbad aangelegd. Ook werden de vakantiehuisjes gerenoveerd. In 2006 werden de Center Parcs opnieuw ingedeeld, en het park heette sindsdien Center Parcs Park Loohorst. Vanaf januari 2009 was het park onderdeel van Sunparks. De naam luidde nu Sunpark Limburgse Peel. In 2010 werd dit teruggedraaid; sinds 2011 is Limburgse Peel weer onderdeel van Center Parcs.